# 水島三一郎
水島三一郎（日语：／ Mizushima San’ichirō，1899年3月21日—1983年8月3日），日本化學家，上皇后美智子的姑父，專長結構化學、分子結構、分子科學。曾任東京帝國大學教授。日本學士院會員。文化勳章、勲一等瑞寶章表彰。文化功勞者。
水島教授是分子結構理論的世界先驅，也是繼湯川秀樹之後日本人第2位教廷宗座科學院院士。他曾是1962年、1964年諾貝爾化學獎候選人，再傳弟子大隅良典是2016年諾貝爾生理學或醫學獎得主。

## 生平
1899年3月21日，水島三一郎出生於日本東京日本橋的批發商家庭。府立一中（現東京都立日比谷高等學校）、舊制第一高等學校、東京帝國大學理學部化學科（1923年）畢業。1927年擔任東京帝大助教授，並至德國莱比锡大学研修。1938年升任教授，1945擔任東京帝大輻射線化學研究所所長。1959年自東大退休，擔任八幡製鐵東京研究所所長。
他是日本結構化學的先驅，開闢了1,2-二氯乙烷立體構像研究、證實了化合物反式交叉與邻位交叉效应的存在，奠定了旋轉異構體的概念，在國際上廣受讚譽。
水島的研究範圍極廣，其有關蛋白質構造的研究亦成為生物化學的里程碑。他曾被提名角逐1962年、1964年諾貝爾化學獎，但並未獲獎。

## 家族與弟子
長子水島惠一曾任文教大學校長、次子水島昭二曾任東京大學教授、三子水島裕曾任日本參議院議員。孫子水島昇是東大教授，孫女水島廣子是醫學博士與政治家，兩人皆是水島裕之子。
妻子水島勅子是皇后美智子的姑姑，大舅子是正田建次郎（數學家）、正田英三郎（皇后美智子之父），因此可算是皇后的姑父。
有名的弟子包括：森野米三（名大·東大）、島内武彦（東大）、渡邊格 (分子生物學者)（東大·京大·慶應）、長倉三郎（東大）、野田春彥（創價）、今堀和友（東大，大隅良典的老師）。

## 榮譽
- 1938年 帝國學士院獎
- 1961年 教廷宗座科學院院士
- 1961年 文化勳章
- 1961年 文化功勞者
- 1970年 勲一等瑞寶章